# Pierwszy arbitraż wiedeński
Pierwszy arbitraż wiedeński – traktat z 2 listopada 1938 roku, w wyniku którego Węgrom przyznano terytorium o powierzchni 11 927 km², zamieszkane przez 852 tys. osób (południową Słowację i Ruś Zakarpacką). Na tym obszarze 59% ludności (502 680) stanowili obywatele narodowości węgierskiej, 100 tys. osób narodowości słowackiej przekroczyło granicę, wyjeżdżając na Słowację.
Negocjacje prowadzone były w wiedeńskim pałacu Belweder. Poszczególne państwa reprezentowali:
- Niemcy – minister spraw zagranicznych III Rzeszy Joachim von Ribbentrop[1], obecny był także marszałek Rzeszy Hermann Göring,
- Włochy – minister spraw zagranicznych Galeazzo Ciano[1],
- Węgry – minister spraw zagranicznych Kálmán Kánya[1] i minister oświaty, późniejszy premier Pál Teleki,
- Czechosłowację – minister spraw zagranicznych František Chvalkovský[1] i Ivan Krno, jednocześnie wobec federalizacji II republiki[2] udział brali również przedstawiciele reprezentujący:
  - Słowację – premier Jozef Tiso i minister sprawiedliwości Ferdinand Ďurčanský,
  - Ukrainę Karpacką – premier Augustyn Wołoszyn.

Powstała na mocy arbitrażu granica przebiegała wzdłuż linii: Senec–Galanta–Vráble–Levice–Łuczeniec–Rymawska Sobota–Jelšava–Rożniawa–Koszyce. Granica ta został zniesiona w traktacie paryskim 10 lutego 1947 roku.

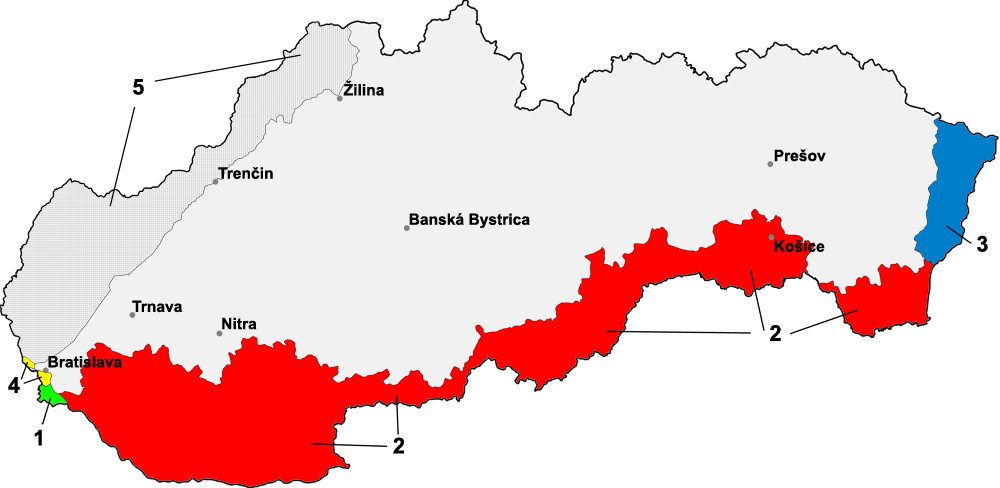
Obszary przekazanie Węgrom w 1. arbitrażu wiedeńskim na mapie dzisiejszej Słowacji:
do 15 października 1947 część Węgier
tzw. Południowa Słowacja, od 2 listopada 1938 do 8 maja 1945 należała do Węgier
część wschodniej Słowacji w okolicy Stakčína i Sobranec, od 4 kwietnia 1939 do 8 maja 1945 należała do Węgier
Devín i Petržalka, od 1/20 listopada 1938 do 1945 należały do Niemiec
strefa niemiecka, ustanowiona umową między Niemcami a Słowacją, 23 marca 1939

     do 15 października 1947 część Węgier
     tzw. Południowa Słowacja, od 2 listopada 1938 do 8 maja 1945 należała do Węgier
     część wschodniej Słowacji w okolicy Stakčína i Sobranec, od 4 kwietnia 1939 do 8 maja 1945 należała do Węgier
     Devín i Petržalka, od 1/20 listopada 1938 do 1945 należały do Niemiec
     strefa niemiecka, ustanowiona umową między Niemcami a Słowacją, 23 marca 1939